# 燃燒的地圖
《燃燒的地圖》（日语：燃えつきた地図），日本戰後作家安部公房長篇小說，故事內容是一位追查失蹤者的私家偵探，在都市的迷宮之中，這名私家偵探漸漸地迷失了自我，小說中呈現的荒謬、疏離、死亡、傷害等等情節，說明現代人的無知與游移不定。
《燃燒的地圖》與『沙丘之女』、『他人之臉』共稱為「失踪」三部曲

## 評論
台灣作家鍾肇政在翻譯《燃燒的地圖》時指出：「安部的文學，與自然主義以來的以實感為主的文學，有其實質上的差異。」

## 改編
導演勅使河原宏於1968年（昭和43年）6月1日將之改編為電影。
台灣遠流出版社有出版，譯者即鍾肇政先生

## 外部連結
- "Abe Kōbō", Encyclopædia Britannica 2005 Ultimate Reference Suite DVD
- 互联网电影数据库（IMDb）上《The Man Without a Map》的资料（英文）